# Philipp Gretscher
Philipp Gretscher (* 5. Dezember 1859 in Koblenz; † 17. Januar 1937 in Stettin) war ein deutscher Sänger und Komponist.

## Leben
Philipp Gretscher sollte einen „ordentlichen Beruf“ ergreifen, studierte Pharmazie und wurde Apotheker. Seit Sommer 1882 war er Mitglied der Leipziger Universitäts-Sängerschaft zu St. Pauli (heute Deutsche Sängerschaft). In Leipzig war er in der studentischen Verbindung „Wettina“ im Sondershäuser Verband aktiv. Jedoch setzten sich seine musikalischen Neigungen bald durch und schon nach dem Staatsexamen ging er 1884 nach Düsseldorf, wo er als Schüler des Kammersängers Litzinger eine musikalische Ausbildung erhielt. Bald war er ein im Rheinland gesuchter Konzertsänger und Musiklehrer. Hinzu kamen Klavierstudien bei Musikdirektor Julius Tausch (Nachfolger von Robert Schumann). Auch als Komponist machte er sich einen Namen.
1888 wurde er Musikdirektor der Stadt Eupen und Dirigent des städtischen Gesangvereins. Er betätigte sich weiterhin als erfolgreicher Konzertsänger. 1891 übersiedelte er nach Aachen und war dort als Chordirigent und Dirigent der Aachener-Liedertafel 1832 e. V. von 1893 bis 1901, Konzertsänger (Bariton), Musiklehrer und Komponist aktiv. Unter anderem in Verbindung mit Käthe Sebaldt (Sopranistin) gab er Symphoniekonzerte, Liederabende und Kirchenkonzerte in Aachen, Eupen, Mönchengladbach, Düsseldorf und Trier. 1893 heiratete er Käthe Sebaldt.
1901 übersiedelte er nach Stettin. Dort übernahm er nach dem Tod von Hermann Kabisch die Akademie für Kunstgesang und blieb als Stimmbildner, Chorleiter, Sänger und vor allem Komponist von Liedern und Chorwerken überaus aktiv. Sein Gesamtwerk besteht aus fast 350 Kompositionen, die fast alle dem Gesang gewidmet sind, aber er hat auch instrumentale Musik komponiert wie z. B. den Schmetterlingswalzer für Klavier im Tanzwalzer der Woche, 2. Sammlung, herausgegeben von August Scherl Berlin 1911, mit dem er den dritten Preis in Höhe von 1000 Mark bekam. Bei einem Wettbewerb des bekannten Lahrer Kommersbuches, in dem er auch heute noch mit mehreren Liedern vertreten ist, fielen ihm alle drei Preise zu. Auch im Herderschen Kommersbuch und in der Klavierausgabe fanden sich zehn eigene Lieder und elf Bearbeitungen. Weitere erfolgreiche Wettbewerbe waren die vom August-Scherl-Verlag. In den ersten Jahren des Ersten Weltkrieges fand sein Lied „Heilig Vaterland“ besonderen Anklang.
Gretscher war in Stettin auch als Musikkritiker tätig. Über das Stettiner Musikleben schrieb er für die Pommersche Tagespost und die Neue Zeitschrift für Musik.
Am 17. Januar 1937 verstarb Philipp Gretscher in Stettin. Zu seinem 70. Geburtstag wurde in Stettin mit ein Ehrenabend im Konzerthaus organisiert, zum 75. Geburtstag wurde er erneut gefeiert. Das Grab in Stettin ist nicht mehr auffindbar. Seine Witwe überlebte das Kriegsende und verstarb 1947 in Norddeutschland.

## Kompositionen
Mehrere seiner Lieder wurden von Richard Tauber gesungen, darunter „da ich ein Kind war“ (opus 43). Philipp Gretscher vertonte auch die Lyrik so bekannter Autoren wie Hoffmann von Fallersleben, Gerok, von Eichendorff, Theodor Storm, Detlev von Liliencron, Gellert, Klopstock, Hebbel und Plötz sowie plattdeutsche Gedichte von Walter Schröder, darunter die Motette Hew kein Angst nich un Furcht (1924) und drei geistliche Gesänge nach Gedichten von Schröder (1927).